# Szent Paraszkéva szerb ortodox templom
A Szent Paraszkéva szerb ortodox templom Majs szerb ortodox temploma. A templom védőszentje a szent életű iași-i Paraszkéva.

## Története
A templom a XVI. század és a XVII. század fordulóján épült, az akkor tiszta szerb lakosú Majs központjában. A jelenlegi épületet megelőzően is templom állt ezen a helyen. E tényt Bohus Imre pécsi kanonok, püspöki helynök 1721-ben kelt egyházlátogatási feljegyzése igazolja, mely szerint a község központjában egy gerendából épített skizmatikus (szakadár) templom állt.
A templom egyik nevezetessége a toronysapka, melynek szerkezeti kialakítási módja jelen ismereteink szerint a mai Magyarországon páratlan. Így ír róla egy 1984-ben kelt, műemléki védettséget javasló jegyzőkönyv: "Külön érdekessége a templomnak a karcsú, két emeletes tornyot borító fémkupola, melynek tagolása majdnem mindenben azonos az 1796-ban épült alibunári templom harangtornyáéval". Annyit mindenképpen érdemes megemlíteni, hogy 1998-ban - életveszélyes állapotára való tekintettel - elbontásra került az építmény. Helyére 1999-ben, a korábbival majdnem mindenben megegyező új sisak került.

## Harangjai
A 28 méter magas toronyban jelenleg két harang lakik. A harmadik a világháború áldozata lett.

## Belseje
Az ortodox egyház szokásainak megfelelően a templom hármas tagolású (előcsarnok, hajó, oltár). A főbejárat előtt lévő terület (előcsarnok) az asszonyok és leányok tartózkodásának helye, többek között itt található a keresztelőkút is. A második, egyben legtágasabb rész (hajó) a férfiak helye. Itt meglepően kevés szék (sztaszidion) található, aminek oka onnan ered, hogy a Pravoszláv Egyház szokásai szerint csak az idősek és betegek foglalnak helyet, míg az egészségesek állva töltik el az istentiszteletet, aminek hossza eléri a másfél órát. A harmadik, és egyben legszentebb hely az ikonosztáz mögött található oltár. E területet az ikonfal választja el a templom többi részétől. Itt található az oltárasztal, valamint ezen a helyen tölti el a liturgia jelentős részét a pap. Itt csak férfiak tartózkodhatnak, de ők is csak akkor, ha segítőként működnek közre a liturgia lebonyolításában. Kizárólag a kétoldalt található "diakónusi" ajtókon közlekedhetnek, a középső ún. "királyi ajtót" csak a lelkész veheti igénybe.
A férfiak számára fenntartott középső területen találhatók a kántori szekrények, valamint a "Istenszülő trónja", amin a mi templomunkban a védőszent képe látható. Ezzel szemben van a "püspöki trónus" ahol csak magas rangú egyházi személyek foglalhatnak helyet, feltéve, ha nem vesznek részt tevékenyen a liturgia lebonyolításában.
A templom teljes belső falfelületét képek díszítik, melyeknek jelentős hányada közvetlenül az építés után, más része pedig 1896-ban került megfestésre. Ismereteink szerint a belső bútorzat eredeti, azon az esetleges javításokon kívül egyéb változtatásokat nem hajtottak végre.
Külön figyelmet érdemel az ikonosztázı körülölelő keleti falfelület, az apszis, mely betölti a képfal és a boltív közötti teret. Itt fokozatosan táródnak fel építés korabeli, igen aprólékosan kidolgozott, sok feliratot tartalmazó falképek. Ha a királyi ajtó felett bepillantunk a szentélybe, még érdekesebb látvány tárul elénk. Itt ugyanis azonnal szembetűnik, hogy a teljes falfelületet az oldalfalakat és a mennyezetet valaha szintén gazdag képi alkotás borította. A festő kilétét homály fedi, csupán annyit sikerült róla kideríteni, hogy a grábóci kolostor kántori szekrényeinek festőjével hasonlóságot mutat. Majson kimagasló színvonalú, sokrétű munkát végzett, hiszen a falképeken kívül neki tulajdonítják a Királyi ajtó képeit, az ikonosztizion alapképsorát, egy az oltárban található ajtó-ikont, valamint a 22 darabos ikonsorozatot.
A templom szerény méreteiből adódóan Majson nem volt mód a hagyományoknak tökéletesen megfelelő ikonosztázion megépítésére. A betöltendő felület adta lehetőségekkel élve Jakov Nédity és Sztoján fia egy egyszerűbb változatot tervezett és épített a majsi templomba. A teljesség igénye nélkül ugyan, de az általános ikonosztáz felépítés minden eleme képviselteti magát a képfalon. 
A képfal 26 elhanyagolt, sürgős állagmegóvásra szoruló kompozíciója 1806-ban került megfestésre. A festés technikáját illetően tudni lehet, hogy az alapképsor és a Királyi ajtó festése temperával fára történt. E képek a korábban már említett ismeretlen mesternek tulajdoníthatók. A többi ábrázolást a Nédityek olajjal vászonra festették. Az előzetes vizsgálatok alapján megállapítást nyert, hogy az alapképsor képeibe szembetűnő módon belejavítottak. A képek felirata egyházi szláv.
A majsi templomban napjainkban is megtalálható egy 22 db-ból álló, a 18. század végén (1782 körül) készített ünnepi ikonsorozat, melyet valószínűleg ugyanazon művész festett, mint a falfreskókat és a királyi ajtót. Kiléte máig ismeretlen, s mivel sehol a környéken nem lelhetők fel munkái, jelenleg "a majsi művész"-ként van számontartva. Természetesen a jelző nem a művész származási helyére, hanem eddig ismert tevékenységének helyszínére utal.
A templomban fennmaradt szertartási kellékek között külön figyelmet érdemelnek ó-, illetve egyházi szláv nyelven nyomtatott könyveink, melyek közül néhány még a templomnál is idősebb. A legkorosabb Majs faluban őrzött nyomtatvány 1732-ben, azaz a templom építése előtt 49 évvel készült Moszkva városában.